# Charmian Gooch
Charmian Gooch (* 1965) ist eine britische Historikerin und Aktivistin. Sie ist Mitgründerin und Direktorin der Nichtregierungsorganisation Global Witness.

## Leben
Charmian Gooch wuchs in London auf. 1987 schloss sie an der University of Wales, Aberystwyth ihr Studium der Geschichte (BA History) ab. Anschließend arbeitete sie als Wissenschaftliche Mitarbeiterin bei der Environmental Investigation Agency (EIA), einer Londoner NGO, die sich mit den Verursachern von Umweltverschmutzung auseinandersetzt. Gooch war an verschiedenen Kampagnen zur Aufdeckung von Umweltkriminalität und illegalem Handel mit geschützten Arten beteiligt. Ihre Erfahrungen aus dieser Arbeit führten zur Gründung von Global Witness.
Gooch engagierte sich in Global Witness’ erster Kampagne, die den Handel mit Tropenhölzern zwischen den Roten Khmer und thailändischen Holzfirmen sowie deren militärischen und politischen Hintermännern aufdeckte. Sie stieß auch die Kampagne gegen Blutdiamanten an, für die Global Witness im Jahr 2003 für den Friedensnobelpreis nominiert wurde.

## Auszeichnungen
Gooch gewann im Jahr 2014 den mit einer Million US-Dollar dotierten TED Prize. Mit ihren Kollegen von Global Witness wurde sie mit dem Gleitsman International Activist Award und dem Skoll Award for Social Entrepreneurship ausgezeichnet.